# Ramajendas
Ramajendas là một chi gấu nước trong ngành Tardigrada, lớp Eutardigrada.

## Các loài
- Ramajendas frigidus Pilato and Binda, 1991
- Ramajendas heatwolei Miller, Horning and Dastych, 1995
- Ramajendas renaudi (Ramazzotti, 1972)